# 德国刑法
《德国刑法》（德語：Strafgesetzbuch, StGB，德語發音：[ˈʃtʁaːfɡəˌzɛtsbuːx]）是德国的刑法典。

## 历史

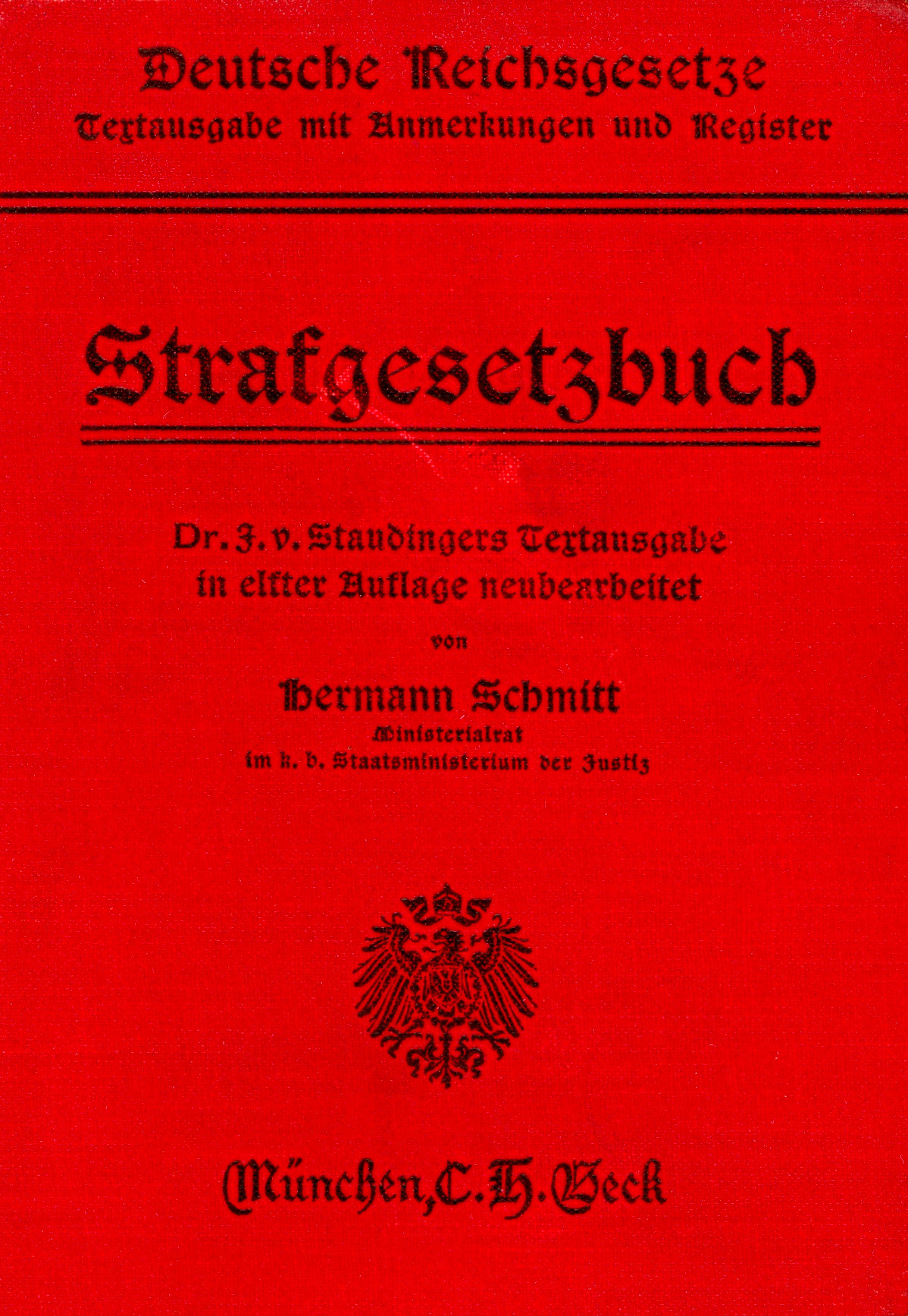
1914年德国刑法

德国刑法的历史可以追溯到1871年5月15日在德国国会通过的德意志帝国刑法典（1872年1月1生效），内容与1870年北德意志邦联刑法典基本相同。
这部帝国刑法典在接下来的几十年中几经修订，不仅是为了响应德国基本法在修订中不断变化的道德观念和宪法规定，而且也是为了响应科学和技术改革。新型犯罪的例子有洗钱和破坏计算机信息系统。
刑法典是刑法的法典化和关键法律文本，而修正案包含影响刑法的规定，例如新型犯罪和执法行动的定义。德国刑法构成德国刑事系统的法律基础。
纳粹德国覆灭后，《德国刑法》新增了如下条文：
- 叛国及破坏和平类：侵略战争预备（第八十条）和煽动侵略战争（第八十条第一款）
- 传播违宪组织的宣传手段（第八十六条）
- 使用违宪组织标志（第八十六条第一款）
- 煽动对特定族群的仇恨（第一百三十条）

2002年，德国公共检察官有权根据“违反国际法犯罪法典”在国际范围内起诉涉嫌危害人类罪、战争罪和种族灭绝罪的被拘留者。另一个特殊刑法是德国军法，该法用于起诉军队中的特殊罪行，例如抗命（德国军法第二十条）和临阵脱逃（德国军法第十六条）。

## 构成
德国刑法分为两个主要部分：
一般部分（德語：Allgemeiner Teil）：安排常规问题，例如：
- 法律效力范围
- 法律定义
- 有罪判决决定条件
- 犯罪和煽动或附属
- 正当防卫
- 处罚规定（罚款和监禁）
- 诉讼时效
- 出手次数

特别部分（德語：Besonderer Teil）对犯罪及罚则进行分类：
- 危害民主法治罪
- 危害公共秩序罪
- 性犯罪
- 危害生命罪
- 侵犯他人财产罪（例如抢劫和盗窃）

## 重要法律

### 第八十六条第一款：使用违宪组织标志
禁止分发或公开使用违宪团体的标志，特别是旗帜、徽章、制服、标语和问候形式。法律禁止大多数纳粹标志用于艺术、科学、研究或反纳粹以外的其他用途（卍字符、党卫队标志、纳粹骷髅头（Totenkopf）、Othala、新纳粹的凯尔特十字、带有卍字符的铁十字勋章和帝国鹰、狼之钩、纳粹党、德国国防军旗和纳粹德国国旗、 冲锋队标志、纳粹礼和问候“希特勒万岁”或“Sieg Heil”，在法律下是非法的），德国非法组织德国共产党（锤子和镰刀，红星和红旗在党徽下面），伊斯兰国黑旗和库尔德人民保护部队三角旗亦适用该条文。
迄2018年8月，该条文一直是禁止《德軍總部3D》或《刺杀希特勒2093-1944》等电子游戏以及在二战相关媒介中审查纳粹象征的基础。

### 第一百零三条：侮辱外国机关或代表（废除）
土耳其总统雷杰普·塔伊普·埃尔多安本人在2016年以侮辱罪起诉德国讽刺作家扬·博默曼。土耳其副总理努曼·库尔图尔穆什称博默曼有一首诗涉嫌“严重的反人类罪”。
2017年6月1日，德国联邦议院一致投票决定废除刑法第一百零三条，决议自次年（2018年）1月1日生效。

### 第一百三十条：煽动
第三款禁止纳粹大屠杀否认论。
第四款禁止美化或认可纳粹统治。

### 第一百三十条：煽动仇恨
第130条规定：
- 煽动对特定族群的仇恨或呼吁运用足以破坏和平的方式对特定族群施暴或动用其他措施；
- 以能够扰乱和平的方式侮辱、诽谤特定族群；
- 传播、提供、制作、获取、供应、保存、提供、宣布、宣传、承诺进出口或便利他人使用侮辱、恶意诽谤或诽谤特定族群或个人的书面材料；
- 认同、否认或淡化在纳粹主义统治下的反和平行径。

本条文通常用于与纳粹大屠杀否认论相关的审判。

### 第一百三十一条：暴力表现
该条文规定禁止媒体表现过度暴力“以鼓动相关行为或使受众误判此类暴力行为无害或代表事件的残忍或以不人道方式描述针对人类或类人生物的残忍或其他损害人类尊严的不人道暴力行为。”。
该条文被用作禁止进口恐怖电影和部分电子游戏（如《真人快打》、《侠盗猎魔》和《谴责》）的法律依据。

### 第一百四十条：鼓励和容许犯罪
“公开、在会议上或通过传播特定言论，并使用足以扰乱公共秩序的方式”鼓励或容许犯罪的违法行为。
这仅适用于未报告即构成犯罪的罪行（第一百三十八条），其中包括侵略战争预备（第八十条）、谋杀、抢劫、叛国和伪造货币。
第一百四十条为起诉霍尔格·沃斯的条文。

### 第一百七十五条：男同性恋（废除）
该条于1871年至1994年以某种形式生效，将男男性行为列为刑事犯罪，符合犯罪定义的情节随着法律的修订而更动。1969年，成人自愿进行的性行为（卖淫例外）不再予以起诉。迄1969年，该条亦将兽交列为刑事犯罪。没有针对同性性行为的相应立法。

### 第二百零二条第三款：窃听数据或数据拦截部署
极具争议性的是，该条文禁止通过制作、获取、出售、分发（或以其他方式承诺或让他人访问）来准备窃听数据（第二百零二条第一款）或拦截数据（第二百零二条第二款）。
1. 访问数据的密码或安全代码，或
2. 针对此类行为设计的计算机程序。

由于“以进行数据间谍或数据拦截为目的的程序”的定义相当模糊，因此在法庭上如何处理这一新增条文存在很多争论，因为可能会看到对系统或网络安全至关重要的软件亦可能符合该条规定情形。过于模糊的解势必与《德国基本法》第十二条和第十四条规定的职业自由和财产权相冲突。

### 第二百一十一条：谋杀（加重情节）
谋杀在德语对应的词汇是Mord。故意、成功杀害他人，至少满足第二百一十二条第二款中提到的若干加重情节之一。这些情况涉及动机、犯罪目的或残忍程度。不符谋杀要件的故意杀人以“杀人”称之 (德語：Totschlag，第二百一十二条)。 第二百一十一条是德国刑法中唯一一项必须判处无期徒刑的罪行（德国法律未有明确规定终身监禁不得假释，但某些谋杀犯有可能会永久地在监狱中服刑）。

### 第二百一十八条：堕胎

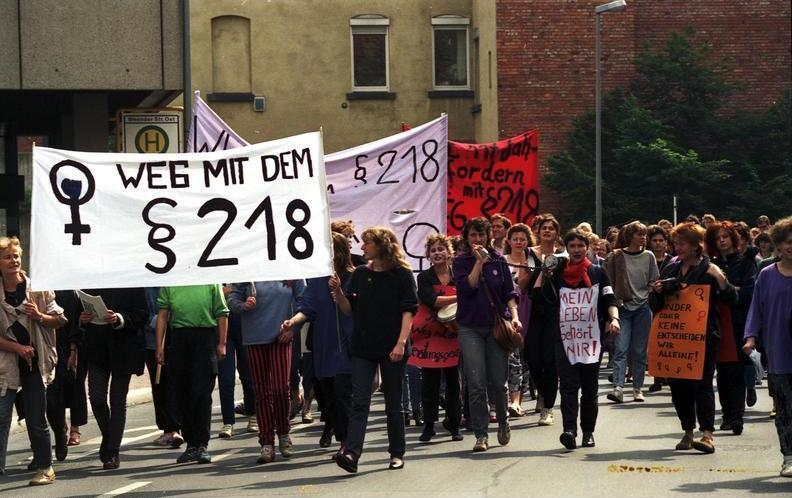
1988年在哥廷根反对旧刑法第218条的示威

第二百一十八条结合与该条文的第一款规范堕胎。条文几经修订，1970年代初松绑被法院宣布违宪，并且这项裁决在历史上极具争议。在1990年代初达成多党妥协后，它允许在经由强制咨询和等待期后可在妊娠前三个月堕胎（以及极少数例外情形）。在找到这种妥协之后，争议略有减缩。

### 第三百二十三条第三款：救援责任
第三百二十三条要求任何德国公民“在事故或常见危险或紧急情况下驰援”，如果有必要，在可以预期的范围内（在这种情况下，特别是在对自己没有重大危险并且没有违反其他重要职责的情况下）。不予协助或会被判处一年以下有期徒刑。但如果救援措施被证明无效或实际上有害，则免予起诉（參見《好撒马利亚人法》）。
请注意，虽然这项义务本身只有在一个人事实上拥有援助能力的情况下方适用，但获得德国驾照的一个先决条件是完成急救培训，因此所有机动车驾驶者都应到达到能基本救援的水平。

### 刑法全文
- 德国刑法（英文） （页面存档备份，存于）
- （德語）德国刑法 （页面存档备份，存于）
- （德語） Strafgesetzbuch für das Deutsche Reich vom 15. Mai 1871
- （德語） Strafgesetzbuch für das Deutsche Reich vom 15. Mai 1871。Historisch-synoptische Edition。 1871-2009 （页面存档备份，存于）

### 专题
- （德語） List of symbols in violation of § 86a （页面存档备份，存于）